# یواس‌اس البوکرک (اس‌اس‌ان-۷۰۶)
یواس‌اس البوکرک (اس‌اس‌ان-۷۰۶) (به انگلیسی: USS Albuquerque (SSN-706)) یک زیردریایی است که طول آن ۱۱۰٫۳ متر (۳۶۱ فوت ۱۱ اینچ) می‌باشد. این زیردریایی در سال ۱۹۸۲ ساخته شد.